# Maladera ludipennis
Maladera ludipennis är en skalbaggsart som beskrevs av Miyake, Yamaguchi och Shinobu Akiyama 2002. Maladera ludipennis ingår i släktet Maladera och familjen Melolonthidae. Inga underarter finns listade i Catalogue of Life.